# Køge Boldklub
Køge Boldklub er en dansk fodboldklub, der spiller i Første division
Klubben har indgået en overbygningsaftale med Herfølge Boldklub, under navnet HB Køge. Dette samarbejde omfatter 1. hold og reservehold, U19, U17, U15, U14 og U13.

## Historie
Køge Boldklub blev oprindeligt stiftet den 7. september 1895. Den 5. april 1907 blev klubben slået sammen med andre idrætsklubber under navnet Køge Gymnastik- og Idrætsforening, inden fodbold igen blev selvstændigt i byen under navnet Køge Boldklub fra 1. oktober 1927.
Klubbens storhedstid var lige efter 2. Verdenskrig. I 1952 blev det sølvmedaljer, og Køge BK blev i 1954 den første klub uden for hovedstaden København, som vandt det danske mesterskab i fodbold.
I 1956 rykkede Køge BK imidlertid ud af 1. division. De følgende 14 sæsoner rykkede klubben flere gange op i og ned fra 1. division, før det fra 1971 igen lykkedes at etablere sig i den bedste række, og i 1975 vandt Køge BK mesterskabet for anden gang. I 1963 og 1979 spillede Køge BK sig i pokalfinalen.
Klubben spillede i 1. division 1970-78, og igen fra 1980-1985. I 2002-03 spillede Køge BK en enkelt sæson i Superligaen. De følgende år var klubben plaget af store økonomiske problemer, der til sidst endte med en konkurs i 2009.

## Ny struktur 2009
Køge BK blev 6. februar 2009 suspenderet fra 1. division. Hidtidige resultater fastholdes, men holdets resterende femten kampe i foråret 2009 tabes med 0-3 og klubben tvangsnedrykkes to rækker – dvs. til Sjællandsserien.
Herfølge Boldklub og Køge Boldklub har flere gange forsøgt at få etableret en overbygning og den 14. marts 2009 blev samarbejdet godkendt af DBU til ikrafttrædelse 1. juli 2009. Fusionen betyder, at de to klubbers førstehold samles i den fælles overbygning HB Køge, der kommer til at erstatte den bedstplacerede af de to klubber ved starten af sæsonen 2009-10.
Samarbejdet omfatter endvidere U19 og U17.
Ingen øvrige hold i de to klubber vil blive direkte berørt af overbygningen, men fortsætter som hidtil. Det forudsættes dog, at der etableres et tættere samarbejde mellem Herfølge BK og Køge BK omkring talentudvikling for årgangene fra U15 og nedefter.

## Titler
Danmarksmesterskabet
- Vinder (2): 1954, 1975
- Sølv (1): 1952

Pokalturneringen
- Finalist: 1963 og 1979

## Tidligere trænere
Morten Eskesen
| - Eduard Veroik (1935–1936) - Paul Baumgarten (1937–1941) - Fritz Molnar (1941–1942) - Sofus Johansen (1942–1945) - Alf Young (1945–1947) - Paul Baumgarten (1947–1948) - Frank Petersen (1948–1950) - Vestervig Madsen (1950–1952) - Lajos Szendrődi (1952–1955) - János Nagy (1955–1956) - Alf Young (1956–1957) - Karl Aage Hansen (1957–1958) - Egon Sørensen (1958–1960) | - Edvin Hansen & Willy Koch (1960–1962) - Jozef Szentgyörgyi (1962) - Edvin Hansen (1962–1963) - Mario Astorri (1963–1965) - Barkev Chekerdemian (1965–1967) - Svend Hugger (1968) - Kaj Pilmark (1969) - Willy Schøne (1970–1973) - Edvin Hansen (1974–1977) - Kresten Bjerre (1978–1979) - Leif Sørensen (1980–1982) - Jan B. Poulsen (1983–1986) - Peter Poulsen (1987–1988) | - Heinz Hildebrandt (1988–1990) - Jan Jakobsen (1990–1991) - Eigil Hansen (1991) - Leif Sørensen (1991–1992) - Hardy Gynild (1992) - Erik Rasmussen (1993–1997) - Benny Johansen (1997–1999) - Henrik Jensen (1999–2003) - John 'Tune' Kristiansen (2003–2004) - Gregor Rioch (2004–2006) - Henrik Larsen (2006–2008) - Jimmy Kastrup (2008–2009) - Theis Olsen (2019-) |